# Bouillotte

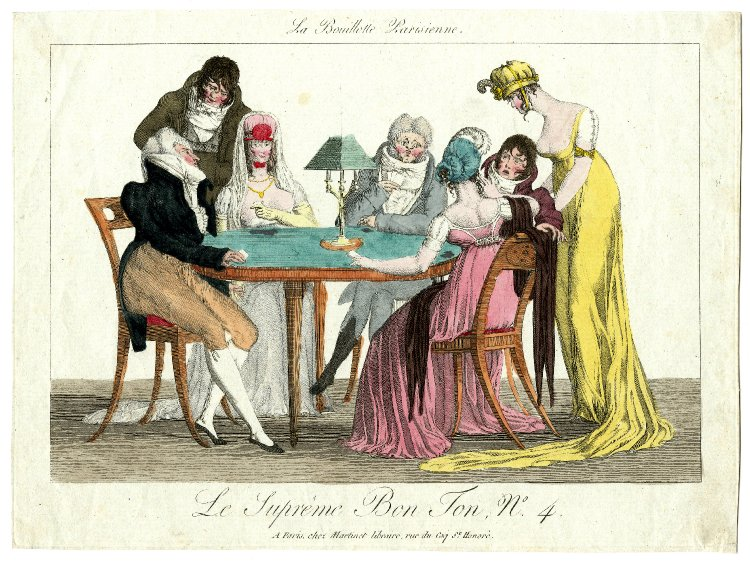
La Bouillotte Parisienne

Bouillotte es un juego de cartas de apuestas francés del siglo XVIII basado en el Brelan, muy popular durante el siglo XIX en Francia y nuevamente durante algunos años a partir de 1830.También fue popular en América. El juego se considera uno de los juegos que influyeron en la variante de póker de "open-card stud" (estudio de cartas abiertas). Las reglas siguen siendo impresas en compendios franceses de juegos de azar.

## El juego
Se utiliza un mazo de piquet, reducido a veinte cartas al eliminar los sietes, dieces y jotas. Cuando juegan cinco personas, no se retiran las jotas, y cuando juegan tres personas, también se retiran las reinas. El as es la carta más alta en juego y al cortar. Por lo general, se utilizan dos mazos para que mientras se juega con uno, el otro pueda ser barajado. Se utilizan fichas o contadores, al igual que en el póker.
Para determinar dónde se sienta una persona, se saca una secuencia de cartas del mazo, igual al número de jugadores (por ejemplo, con 4 jugadores, se toman un as, un rey, una reina y un nueve, etc.). Se mezclan y cada jugador toma una carta. El jugador con el as elige dónde sentarse primero, etc. El primer repartidor es el jugador con el rey.
Antes de repartir, cada jugador "ante" una ficha en el bote, luego cada uno, en orden, puede "subir" el bote; aquellos que no "ven la subida" están obligados a retirarse. Se reparten tres cartas a cada jugador, y una decimotercera, llamada retourné, se muestra boca arriba cuando juegan cuatro personas. Luego, cada jugador debe apostar, igualar, subir o retirarse. Cuando se realiza una igualada, se muestran las manos y la mejor mano gana. Las manos se clasifican de la siguiente manera:
- Brélan Carré, cuatro cartas iguales, una de ellas es el retourné.
- Simple Brélan, tres cartas iguales, con el as como la más alta.

- Brélan Favori, tres cartas iguales, una de ellas es el retourné.[2]

## Pagos
Si más de un jugador tiene un brélan, el mejor es aquel que coincide con la carta mostrada (un brélan carré o "brélan cuadrado"). Si ninguno coincide, gana el de mayor rango. Cualquier jugador con un brélan recibe un pago adicional de una ficha, dos si es un carré, de cada oponente.
Si ningún jugador tiene un brélan, la mano que tenga el mayor número de puntos gana. Todas las manos se muestran boca arriba, incluyendo las de los jugadores que se retiraron. Los valores de las cartas se suman para cada palo, con el as contando como 11, las cartas de la corte como 10 y los números con su valor nominal. El "mejor palo" es aquel con el mayor total visible, y el jugador que tenga la carta más alta de ese palo gana el bote, siempre y cuando no se haya retirado previamente. Si se ha retirado, el ganador es el jugador que tenga el mayor valor nominal de las cartas en cualquier otro palo.

## Lámpara de Bouillotte
El juego dio origen a la lámpara de Bouillotte, que consiste en uno o varios candelabros con un soporte central equipado con una pantalla ajustable no inflamable. A menudo, esta pantalla está hecha de tôle, un metal pintado o lacado, de color blanco reflectante en el interior y oscuro en el exterior, que se puede bajar a medida que las velas se consumen.